# Octoknema orientalis
Octoknema orientalis là một loài thực vật thuộc họ Olacaceae. Đây là loài đặc hữu của Tanzania.